# Paravespa eva
Paravespa eva är en stekelart som beskrevs av Bell. 1936. Paravespa eva ingår i släktet Paravespa och familjen Eumenidae. Inga underarter finns listade i Catalogue of Life.